# Mickey's Steam Roller
Mickey's Steam Roller è un cortometraggio di Topolino del 1934.
Uscito il 16 giugno 1934.

## In altre lingue
- Mickys Dampfwalze
- Musse Piggs ångvält